# Pulse (boate)
Pulse é um bar gay, clube de dança e discoteca localizado na cidade de Orlando, Flórida. Ganhou maior reconhecimento após ter sido alvo de um atentado terrorista em 12 de junho de 2016. Omar Mir Seddique Mateen de 29 anos, matou pelo menos 50 pessoas e feriu outras 53, incluindo um policial, em um tiroteio em massa. O incidente é considerado "o mais mortal tiroteio em massa da história dos Estados Unidos" e o incidente mais mortífero do terrorismo islâmico contra os EUA desde os ataques de 11 de setembro.

## História
Pulse foi fundada em 2004 por Barbara Poma e Ron Legler. O irmão de Poma, John, morreu após uma batalha contra o HIV, e o clube foi nomeado para "John's pulse to live on", de acordo com um membro da equipe de marketing em fevereiro 2016.

## Tempo de Visualização
PULSE é uma boate localizada em 1912 S Orange Ave, sudeste de Orlando, Orlando, Flórida 32806, EUA. Os visitantes podem visitar o clube diariamente das 7h30 am às 12h00 am.